# Astenus melanurus
Astenus melanurus – gatunek chrząszcza z rodziny kusakowatych i podrodziny żarlinków.
Gatunek ten został opisany w 1853 roku przez Heinricha Carla Küstera jako Sunius melanurus.
Chrząszcz o wydłużonym i nieco spłaszczonym ciele długości od 3 do 3,5 mm. Głowę, przedplecze i cztery początkowe segmenty odwłoka ma żółtoceglaste do czerwonawych, piąty tergit odwłoka brunatnym z jaśniejszym wierzchołkiem, zaś pokrywy żółtoczerwone, pozbawione plamki. Duża, nieco dłuższa niż szersza głowa jest ponad oczami łopatowato ku przodowi wydłużona. Przedplecze jest najszersze w części przedniej, nieobrzeżone, zaopatrzone w dwie pary długich szczecinek na bocznych krawędziach. Pokrywy są dłuższe niż szerokie, szersze i wyraźnie dłuższe od przedplecza. Odwłok jest słabo rozszerzony ku tyłowi i ma tergity pozbawione poprzecznych bruzd nasadowych. W przypadku trzech początkowych tergitów odległości między bruzdami bocznymi są około dwukrotnie większe niż długości tychże tergitów. Szósty sternit odwłoka u samca trójkątne wcięcie na tylnym brzegu.
Owad znany z Portugalii, Hiszpanii, Korsyki, Włoch, Malty, Słowacji, Chorwacji, Grecji, Cypru, Bliskiego Wschodu, wschodniej Palearktyki, krainy orientalnej, Wysp Kanaryjskich, Afryki Północnej i krainy afrotropikalnej. Jego obecność w Polsce jest wątpliwa, choć podawany był dawniej z Galicji.